# Salacia ferrifodina
Salacia ferrifodina är en benvedsväxtart som beskrevs av N. Hallé. Salacia ferrifodina ingår i släktet Salacia och familjen Celastraceae. Inga underarter finns listade.